# Harald Hansen (fotbollsspelare)
Harald Hansen, född 14 mars 1884 i Köpenhamn, död 10 maj 1927 i Århus, var en dansk fotbollsspelare.
Hansen blev olympisk silvermedaljör i fotboll vid sommarspelen 1912 i Stockholm.